# Machaerina myriantha
Machaerina myriantha là loài thực vật có hoa trong họ Cói. Loài này được (Chun & F.C.How) Y.C.Tang mô tả khoa học đầu tiên năm 1977.